# Giacomo di Savoia-Romont
Giacomo di Savoia (Ginevra, 12 novembre 1450 – Castello di Ham, 30 gennaio 1486) fu un conte di Casa Savoia, che combatté al servizio di Carlo il Temerario e di Massimiliano I d'Asburgo.
Era figlio di Ludovico di Savoia e di Anna di Lusignano.

## Biografia

### Conte di Romont e Signore di Vaud
Il territorio di Vaud era possedimento della Casa Savoia dal XIII secolo, dopo averne contesa la supremazia al casato dei Zähringen. 

I Savoia avevano esteso la loro influenza proteggendo la città di Berna contro gli Asburgo, inquieti a causa della crescente potenza della città svizzera. Berna divenne alleata dei Savoia dopo la battaglia di Laupen (1339), nella quale avevano parteggiato per gli Asburgo, per trasformarsi poi in nemici all'inizio delle guerre borgognone.
Nel 1465 Amedeo IX, duca di Savoia, concesse in appannaggio al fratello Giacomo i paesi del Vaud con il titolo di conte di Romont, signore di Vaud, e le città di Morat, Avenches, Payerne, Romont, Moudon, Rue e Yverdon.
Cagionevole di salute, Amedeo IX lasciò di fatto il governo del ducato alla moglie, Iolanda di Valois e al fratello Filippo, conte di Bresse. Egli morì nel 1472 e gli succedette il figlio Filiberto, che tuttavia, avendo poco più di sette anni, non poteva subentrargli immediatamente e la madre Iolanda, sorella di Luigi XI di Francia, assunse in suo nome la reggenza del ducato e la tutela del figlio.
Nella famiglia si formarono alcuni "partiti", guidati da personaggi di rilievo. Lo zio, Francesco di Savoia, vescovo di Ginevra, divenne consigliere di Iolanda avvicinandosi alla corte, mentre un altro Filippo, conte di Bresse, si schierò dalla parte del partito francese. Per quanto riguarda Giacomo, questi si schierò a fianco del potente duca di Borgogna, Carlo il Temerario.
Nel suo conflitto con la cognata Iolanda, Giacomo s'impossessò di alcune castellanie che erano rimaste sotto il controllo del defunto fratello. Nel 1471 un arbitraggio bernese e friburghese lo autorizzarono alla conservazione di questi feudi.
Ma questi cambi di alleanza, sostenuti con abili manovre politiche da Luigi XI, condussero alla perdita di tutti i possedimenti di Giacomo nel paese di Vaud.

### La città di Romont

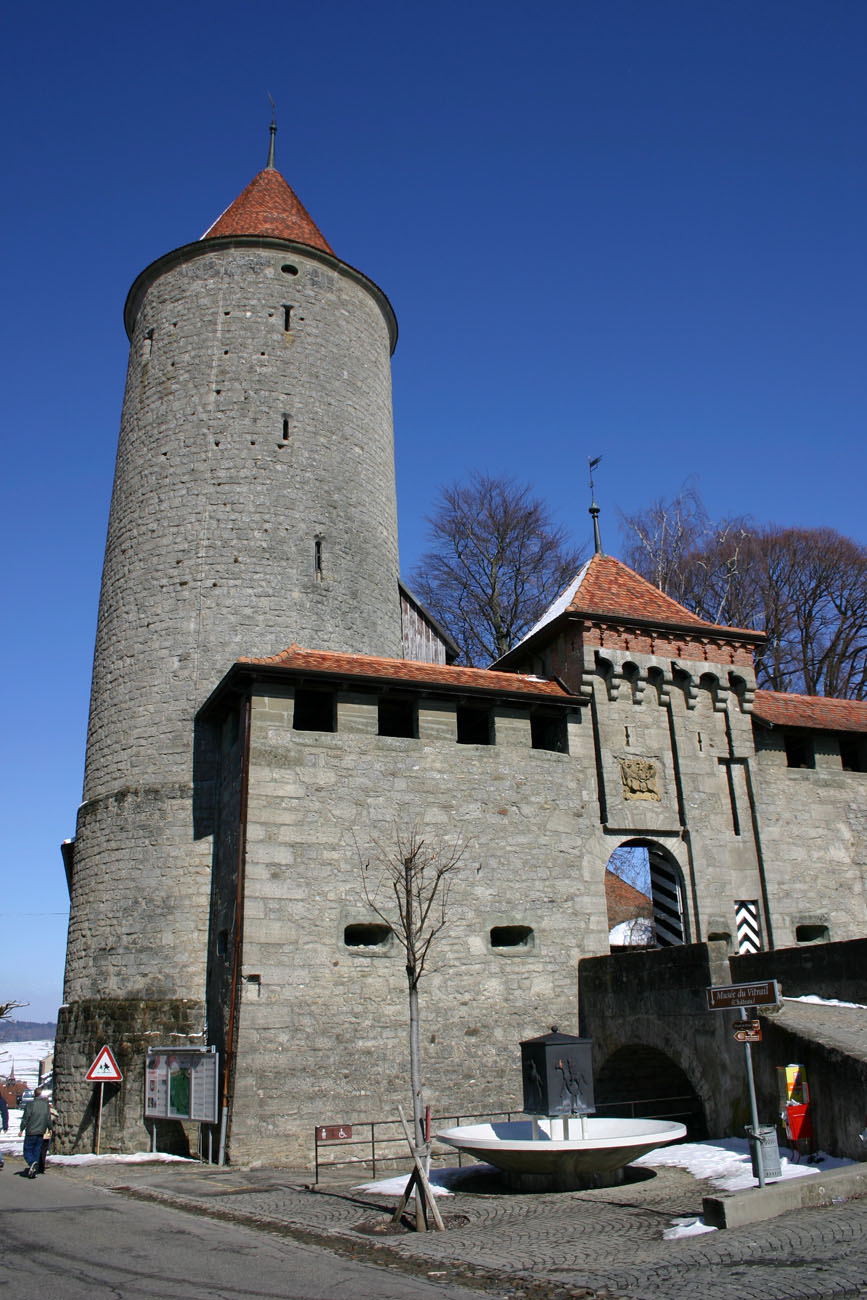
Le château
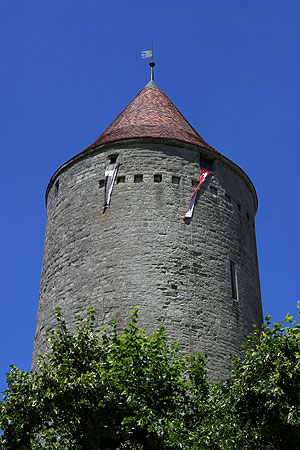
La Tour du comte Pierre
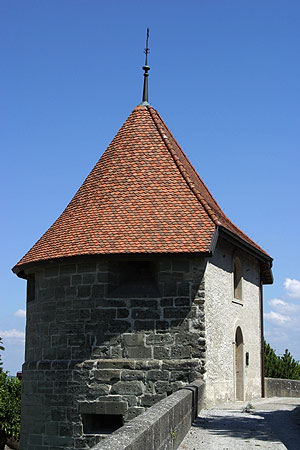
La Tour de Fribourg
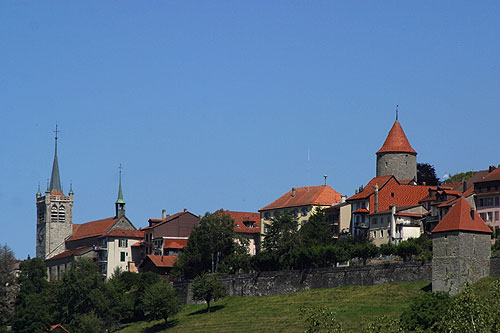
Panorama

### Al servizio del duca di Borgogna

Arma di Giacomo di Savoia

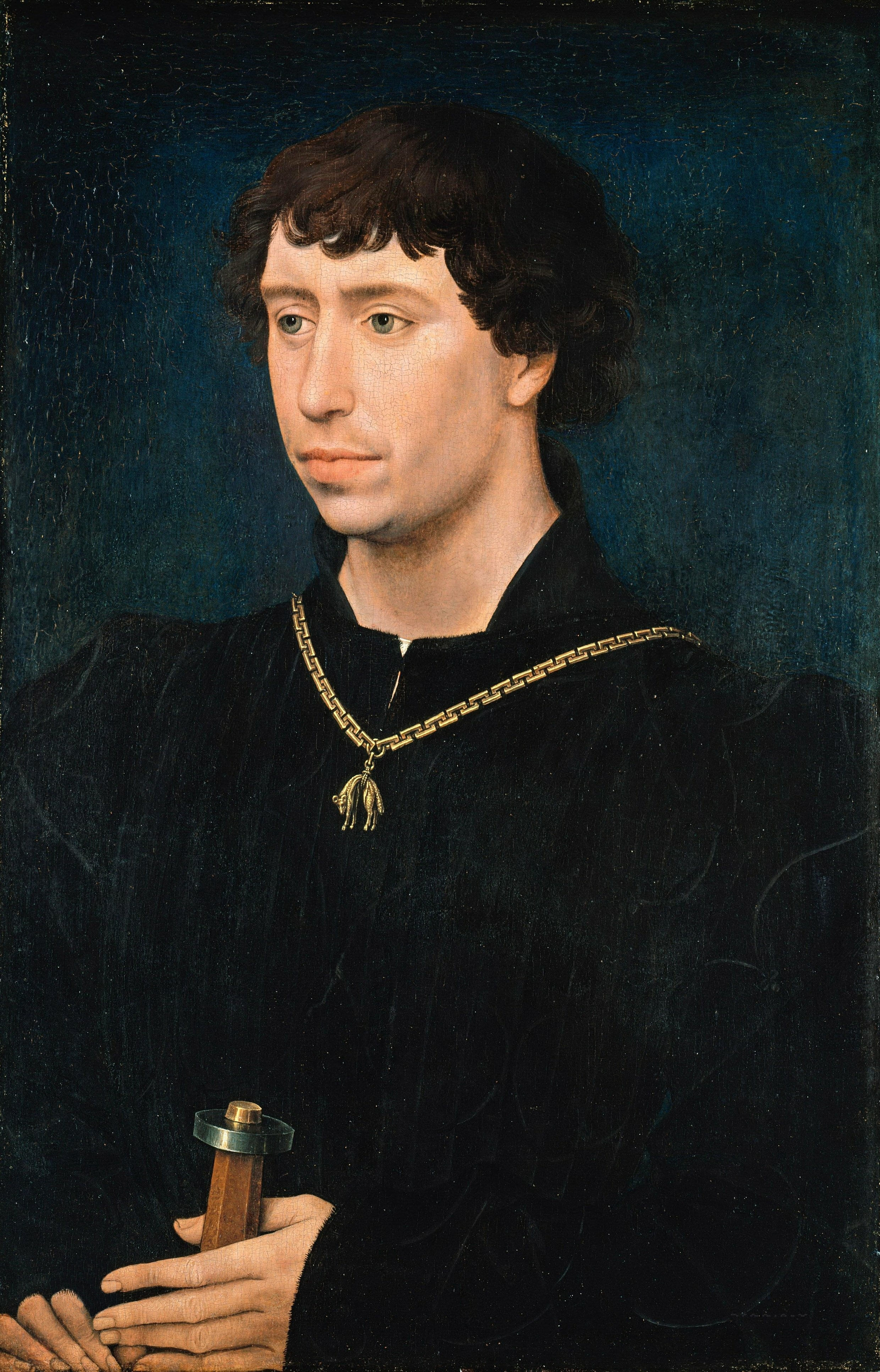
Carlo il Temerario

Giacomo di Savoia si legò in amicizia con Carlo Il Temerario e nel  1473 divenne Governatore della Borgogna, gran maresciallo e capo di un terzo delle truppe borgognone.
Assente per motivi di servizio presso il Ducato di Borgogna, Giacomo mise i suoi possedimenti del Vaud sotto la protezione della città di Berna, allora ancora amica della Casa Savoia, ma Berna faceva ormai parte della Confederazione degli otto cantoni ed a seguito delle alleanze contratte con Luigi XI di Francia, le Confederazioni e le città imperiali alsaziane si dovettero prestare mutua assistenza in caso di guerra.
Nell'Alta Alsazia, territorio assegnato in appannaggio al ducato di Borgogna da parte di Sigismondo d'Austria, la rivolta contro il partito borgognone raggiunse l'apice. Il balivo di Carlo il Temerario, Pietro di Hagenbach, venne arrestato ed ucciso. La risposta borgognona non si fece attendere ed i territori in rivolta furono devastati. Nell'ottobre del 1474, su richiesta delle città imperiali, la Confederazione degli otto cantoni dichiarò guerra a Carlo il Temerario e posero sotto assedio la città di Héricourt.
A novembre Giacomo di Savoia raccolse l'esercito del duca di Borgogna, che era sotto il suo comando, e andò in soccorso di Héricourt, assediata dai confederati e dai loro alleati. Ma quando giunse la città era già capitolata e le truppe borgognone subirono una pesante disfatta nei combattimenti che intrapresero nei dintorni della città.

### Le devastazioni nei Paesi del Vaud

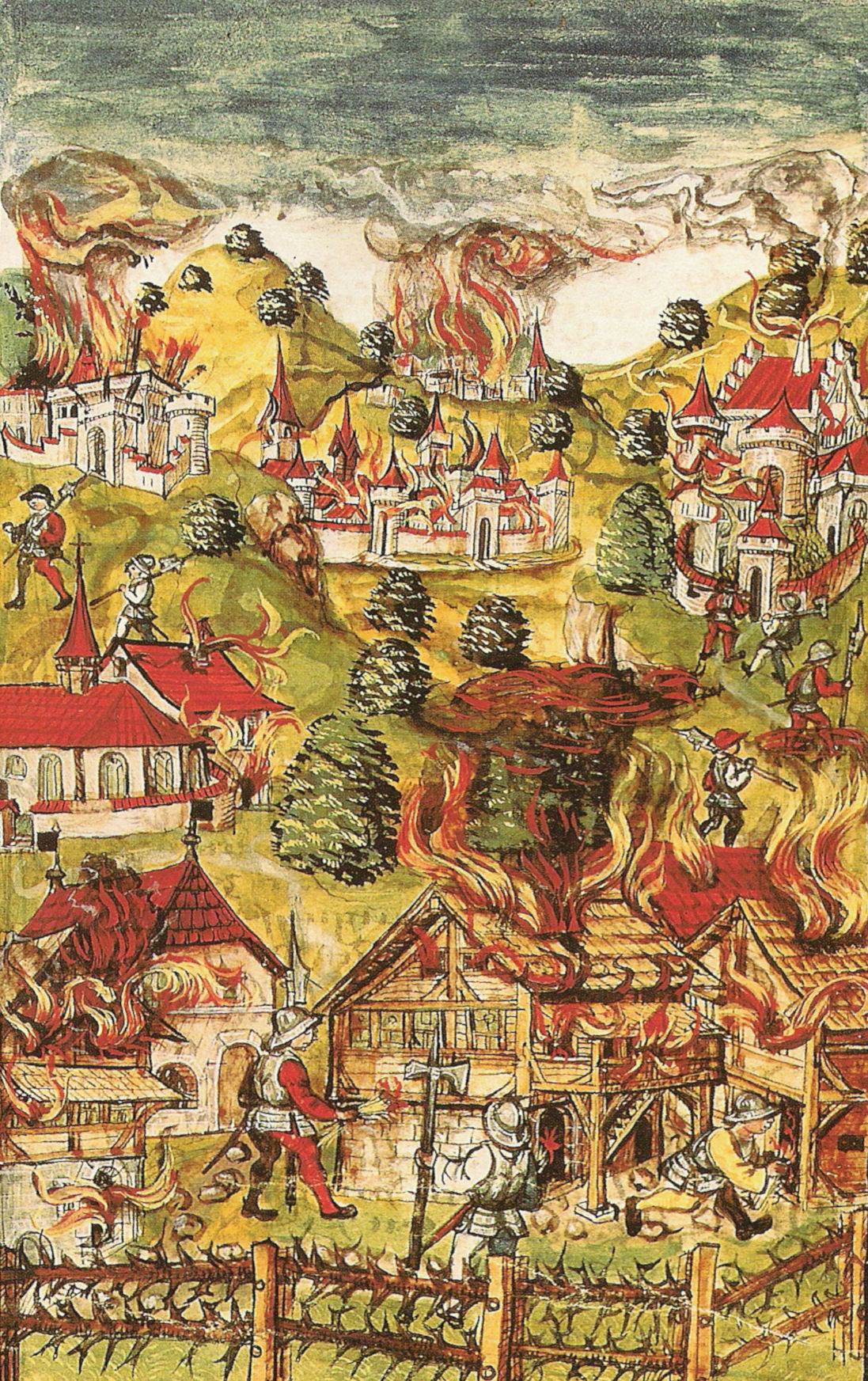
Il Vaud devastato - dalla Cronaca di Lucerna di Diebold Schilling il Giovane.

L'avvicinarsi dell'inverno pose fine alla campagna militare in Alta Alsazia, ma nell'aprile 1475 i confederati, città di Berna in testa, lanciarono alcuni corpi franchi nei Paesi del Vaud. Le bande armate devastarono le campagne, massacrarono e violentarono, saccheggiarono e taglieggiarono. 
Non potendo Giacomo di Savoia venire in soccorso del suo territorio, queste "bande svizzere" fecero in fretta a conquistare la zona, impadronendosi di Grandson, Orbe, Montagny e di Echallens. Morat si unì alle collegate Berna-Friburgo. Vi furono massacri a Nyon, a Clées, a Jougne. Furono occupate La Sarraz e Cossonay. Ginevra e Losanna, sedi episcopali, furono pesantemente saccheggiate. 

Ad est le truppe bernesi misero le mani su Aigle e su una parte del Chiablese. In tutto furono sedici le città e quarantatré i castelli i cui abitanti, che non erano periti nei massacri, prestarono giuramento ai loro nuovi padroni.
In effetti il Paese di Vaud era un luogo strategico sia dal punto di vista commerciale che militare, porta aperta sui colli alpini e via di transito per il Mediterraneo e per l'Italia. I Bernesi volevano in questo modo fermare il transito dei mercenari italiani che attraversavano le Alpi per raggiungere le truppe di Carlo il Temerario.
Il 14 ottobre 1475 Berna, con futili pretesti (i bernesi si lamentavano dell'ostilità dichiarata delle popolazioni del Vaud che erano state da loro massacrate e taglieggiate), dichiarò guerra a Giacomo di Savoia. Le loro truppe invasero nuovamente il Paese del Vaud e massacrarono le guarnigioni che opponevano resistenza. Sapendo di non poter ottenere alcun soccorso, le altre città del Vaud capitolavano prima di venir attaccate.
Ma il contrattacco savoiardo non si fece attendere. Carlo il Temerario fu vincitore su tutti i campi di battaglia europei e Giacomo di Savoia poté riprendersi il possesso del Vaud all'inizio del  1476, anche perché la Confederazione degli Otto Cantoni si era ritirata un po' dappertutto di fronte alla prospettiva dell'arrivo delle potenti armate borgognone.

### Le città-feudo

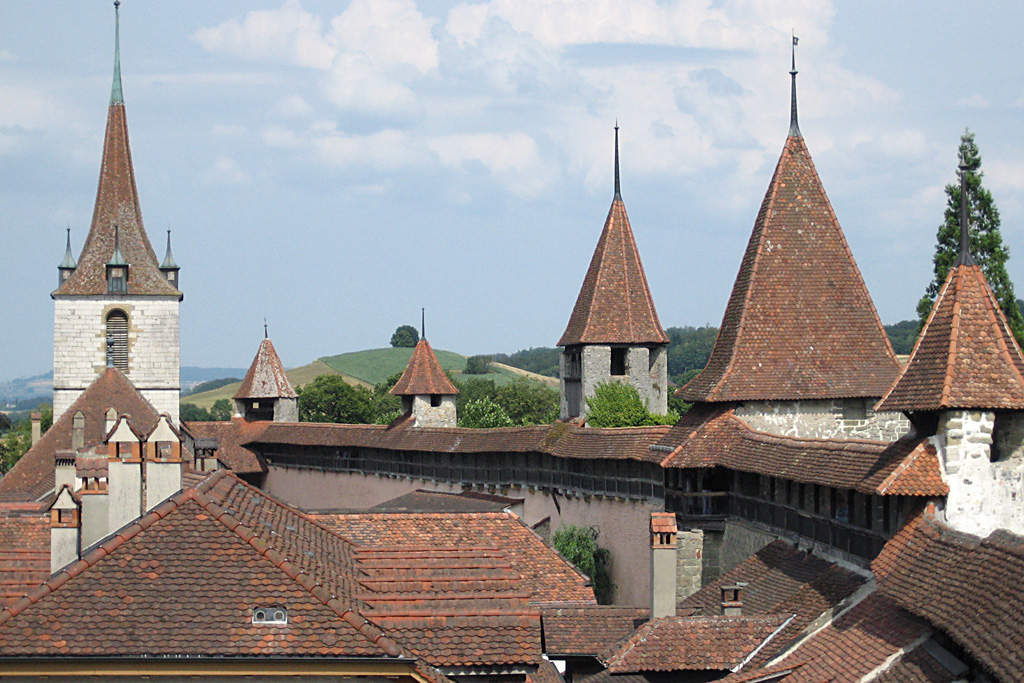
Morat
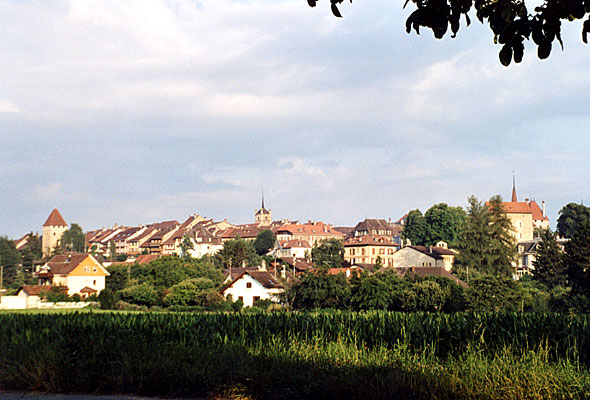
Avenches
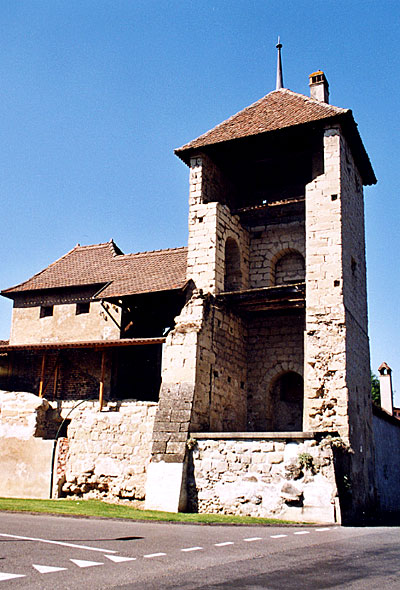
Payerne
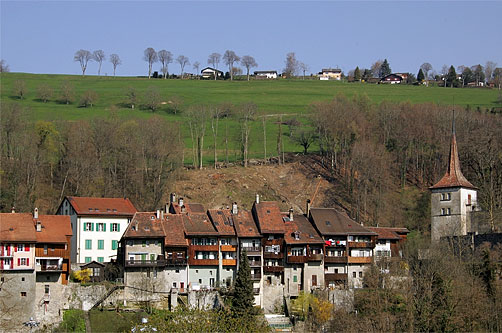
Moudon
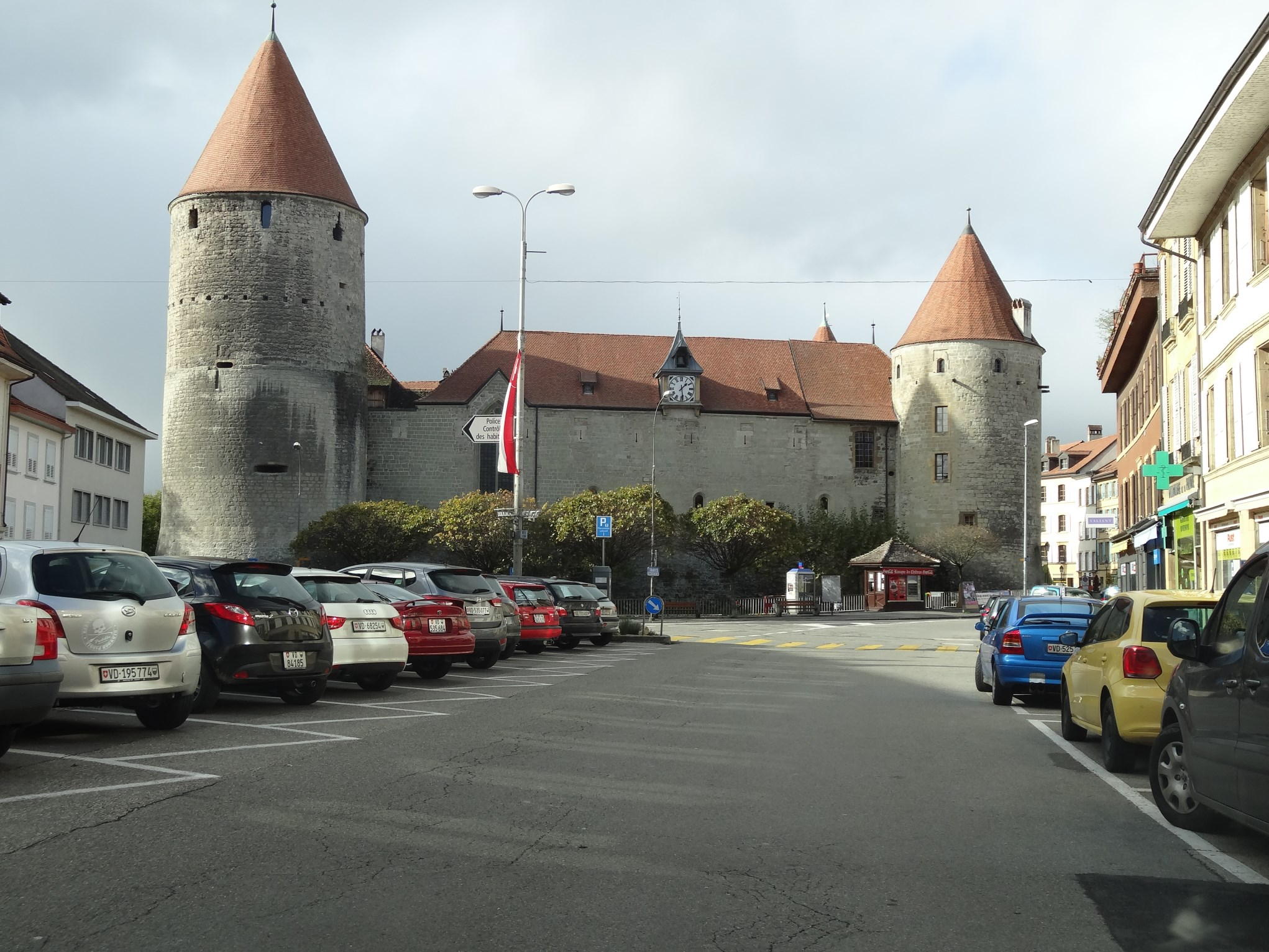
Yverdon

### Perdita definitiva del Paese di Vaud
Nei mesi seguenti le vittorie decisive della Confederazione degli otto cantoni su Carlo il Temerario a Grandson ed a Morat aprirono la porta ad un'altra conquista del Vaud, che a questo punto fu definitivamente perso per Giacomo di Savoia.
I bernesi esigevano l'assoggettamento del Paese del Vaud, a loro volta sia Ginevra che gli stati della Savoia erano minacciati dalla Confederazione svizzera e nel contempo Iolanda di Valois era caduta nelle mani di Carlo il Temerario.

Intervenne allora Luigi XI di Francia, che si assunse la tutela del giovanissimo Filiberto I di Savoia e costrinse la Confederazione svizzera a sospendere le ostilità. Sotto il suo attento patronato, il 14 agosto 1476, dopo ventidue giorni di trattative, venne concluso un trattato di pace fra la Confederazione degli otto cantoni e la Casa Savoia. 

Con il Trattato di Friburgo la Confederazione svizzera avrebbe restituito ai Savoia una buona parte del Vaud contro pagamento di una grossa somma. Ma gli svizzeri non se ne andarono dai territori del Vaud occupati, poiché i Savoia non avevano i mezzi per pagare la somma del "riscatto". Inoltre il trattato stabilì che in futuro la Baronia del Vaud non avrebbe più potuto essere staccata a titolo di appannaggio dal ducato di Savoia e che il conte di Romont ne sarebbe stato perennemente escluso. Giacomo di Savoia perdette così ogni diritto sul suo feudo.

### Nuovo feudo e morte

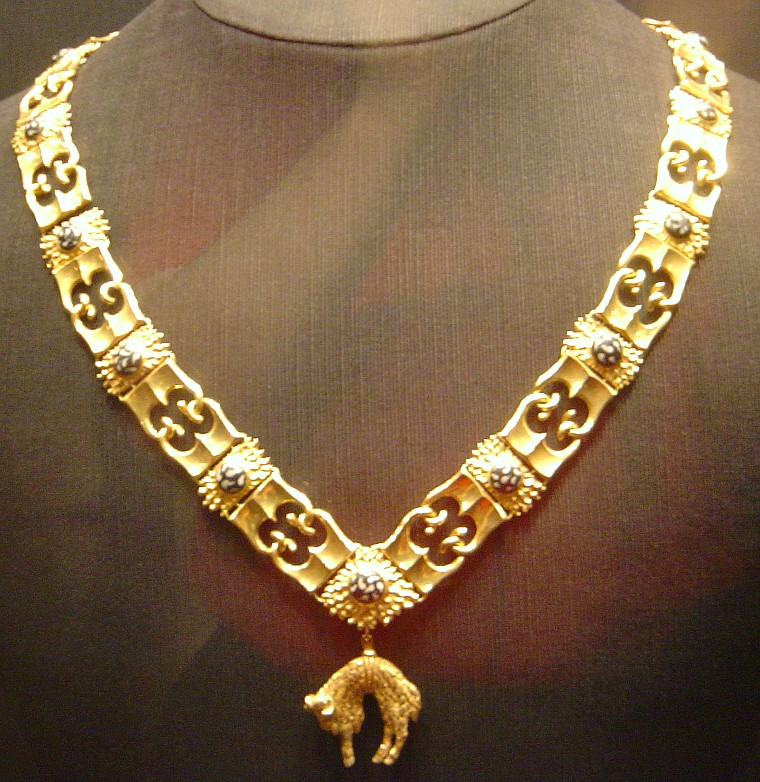
Collare del Toson d'oro

Dopo la perdita dei suoi possedimenti nel Paese di Vaud e la morte di Carlo il Temerario nella battaglia di Nancy (5 gennaio 1477), Giacomo di Savoia si mise al servizio di sua figlia, Maria di Borgogna e dell'imperatore Massimiliano I d'Asburgo. Egli ricevette il titolo di Cavaliere dell'Ordine del Toson d'Oro nel 1478. Lo si ritrova nel 1479 alla battaglia di Guinegatte, ove diede prova, fra gli altri cavalieri, di grande coraggio e venne ferito.
Nel 1484 sposò Maria di Lussemburgo-Saint-Pol, figlia di Pietro II di Lussemburgo-Saint-Pol, conte di Saint-Pol. Carlo VIII di Francia gli concesse allora in feudo la contea di Saint-Pol ed altri feudi nelle Fiandre e nel Brabante, dalla successione di Luigi di Lussemburgo-Saint-Pol, nonno paterno della sposa.
Giacomo di Savoia morì il 30 gennaio 1486 nel castello di Ham, antica signoria dei conti di Saint-Pol.

## Discendenza
Da Maria di Lussemburgo-Saint-Pol Giacomo ebbe solo una figlia:
- Francesca di Savoia († 1511), andata sposa ad Enrico III di Nassau-Dillenbourg (figlio di Giovanni V di Nassau-Dillenbourg) e morta senza aver avuto figli.

## Ascendenza
|                          |                    |                                 | Genitori                         |  |  | Nonni |  |  | Bisnonni             |  |  | Trisnonni           |  |
|                          |                    |                                 |                                  |  |  |       |  |  | Amedeo VII di Savoia |  |  | Amedeo VI di Savoia |  |
|                          |                    |                                 |                                  |  |  |       |  |  | Amedeo VII di Savoia |  |  | Amedeo VI di Savoia |  |
|                          |                    | Bona di Borbone                 |                                  |  |  |       |  |  | Amedeo VII di Savoia |  |  |                     |  |
| Amedeo VIII di Savoia    |                    |                                 |                                  |  |  |       |  |  | Amedeo VII di Savoia |  |  |                     |  |
|                          |                    | Bona di Berry                   | Giovanni I di Berry              |  |  |       |  |  |                      |  |  |                     |  |
|                          |                    | Bona di Berry                   | Giovanni I di Berry              |  |  |       |  |  |                      |  |  |                     |  |
|                          |                    | Bona di Berry                   | Giovanna d'Armagnac              |  |  |       |  |  |                      |  |  |                     |  |
| Ludovico di Savoia       |                    | Bona di Berry                   |                                  |  |  |       |  |  |                      |  |  |                     |  |
|                          |                    | Filippo II di Borgogna          | Giovanni II di Francia           |  |  |       |  |  |                      |  |  |                     |  |
|                          |                    | Filippo II di Borgogna          | Giovanni II di Francia           |  |  |       |  |  |                      |  |  |                     |  |
|                          |                    | Filippo II di Borgogna          | Bona di Lussemburgo              |  |  |       |  |  |                      |  |  |                     |  |
| Maria di Borgogna        |                    | Filippo II di Borgogna          |                                  |  |  |       |  |  |                      |  |  |                     |  |
|                          |                    | Margherita III delle Fiandre    | Luigi II di Fiandra              |  |  |       |  |  |                      |  |  |                     |  |
|                          |                    | Margherita III delle Fiandre    | Luigi II di Fiandra              |  |  |       |  |  |                      |  |  |                     |  |
|                          |                    | Margherita III delle Fiandre    | Margherita di Brabante           |  |  |       |  |  |                      |  |  |                     |  |
| Giacomo di Savoia-Romont |                    | Margherita III delle Fiandre    |                                  |  |  |       |  |  |                      |  |  |                     |  |
|                          | Giacomo I di Cipro | Ugo IV di Cipro                 |                                  |  |  |       |  |  |                      |  |  |                     |  |
|                          | Giacomo I di Cipro | Ugo IV di Cipro                 |                                  |  |  |       |  |  |                      |  |  |                     |  |
|                          | Giacomo I di Cipro | Alice d'Ibelin                  |                                  |  |  |       |  |  |                      |  |  |                     |  |
| Giano di Cipro           | Giacomo I di Cipro |                                 |                                  |  |  |       |  |  |                      |  |  |                     |  |
|                          |                    | Helvis di Brunswick-Grubenhagen | Filippo di Brunswick-Grubenhagen |  |  |       |  |  |                      |  |  |                     |  |
|                          |                    | Helvis di Brunswick-Grubenhagen | Filippo di Brunswick-Grubenhagen |  |  |       |  |  |                      |  |  |                     |  |
|                          |                    | Helvis di Brunswick-Grubenhagen | Helvis de Dampierre              |  |  |       |  |  |                      |  |  |                     |  |
| Anna di Cipro            |                    | Helvis di Brunswick-Grubenhagen |                                  |  |  |       |  |  |                      |  |  |                     |  |
|                          |                    | Giovanni I di Borbone-La Marche | Giacomo I di Borbone-La Marche   |  |  |       |  |  |                      |  |  |                     |  |
|                          |                    | Giovanni I di Borbone-La Marche | Giacomo I di Borbone-La Marche   |  |  |       |  |  |                      |  |  |                     |  |
|                          |                    | Giovanni I di Borbone-La Marche | Giovanna di Châtillon-Saint Paul |  |  |       |  |  |                      |  |  |                     |  |
| Carlotta di Borbone      |                    | Giovanni I di Borbone-La Marche |                                  |  |  |       |  |  |                      |  |  |                     |  |
|                          |                    | Caterina di Vendôme             | Giovanni VI di Vendôme           |  |  |       |  |  |                      |  |  |                     |  |
|                          |                    | Caterina di Vendôme             | Giovanni VI di Vendôme           |  |  |       |  |  |                      |  |  |                     |  |
|                          |                    | Caterina di Vendôme             | Giovanna di Ponthieu             |  |  |       |  |  |                      |  |  |                     |  |
|                          |                    | Caterina di Vendôme             |                                  |  |  |       |  |  |                      |  |  |                     |  |